# Krzysztof Kaczkowski
Krzysztof Kaczkowski (1 de noviembre de 1997) es un deportista polaco que compite en esgrima, especialista en la modalidad de sable. En los Juegos Europeos de Cracovia 2023 consiguió una medalla de plata en la prueba individual.

## Palmarés internacional
| Juegos Europeos | Juegos Europeos    | Juegos Europeos  | Juegos Europeos  |
| Año             | Lugar              | Medalla          | Prueba           |
| --------------- | ------------------ | ---------------- | ---------------- |
| 2023            | Cracovia (Polonia) | Medalla de plata | Sable individual |